# 虬溪试院
虬溪试院，位于中国福建省三明市沙县区凤岗街道的沙县第一中学内。原为兴国寺，清光绪十四年（1888年）改为虬溪试院。现存大殿悬山顶，面阔九间，进深四间，抬梁式、穿斗式木构架。宋名臣李纲贬为沙县监税时曾寓居于此。1934年初红三军团司令部设于此。2005年5月11日公布为第六批福建省文物保护单位。